# DN14
De DN14 (Drum Național 14 of Nationale weg 14) is een weg in Roemenië. Hij loopt van Sibiu via Copșa Mică, Mediaș en Dumbrăveni naar Sighișoara. De weg is 90 kilometer lang. 